# 稼木美優
稼木 美優（かせぎ みゆ、1989年5月4日 - ）は日本の歌手。鹿児島県薩摩川内市出身。本名同じ。
鹿児島県民謡大会で優勝、『NHKのど自慢』でも優勝し、歌手デビューした。故郷の鹿児島県に関する楽曲を中心に歌っており、鹿児島県関連のイベント、郷友会にも出演し、歌を披露している。さつま町さつま観光夢大使。趣味はイラストレーション、料理、カラオケ。

## 略歴
- 1989年5月4日、鹿児島県薩摩郡祁答院町（けどういんちょう。現薩摩川内市）に生まれる[2]。
- 2000年、11歳より上玉利三司（かみたまりみつじ）に師事して薩摩民謡を習い、翌年には鹿児島県少年少女民謡大会に優勝する[1]実力を付ける。
- 2004年、鹿児島県少年少女民謡大会優勝、鹿児島県民謡王座決定戦優勝、「鹿児島長持唄」で全国少年少女民謡大会5位という好成績を残す[1]。
- 2005年、NHK総合テレビ『NHKのど自慢』薩摩川内市チャンピオン[1]。
- 2006年、『平成17年 NHKのど自慢』チャンピオン大会「童神〜ヤマトグチ〜」で優秀賞。
- 2007年、高校卒業後に上京。
- 2008年11月26日、シングル「桜島（さくら）／幸せな日」（バップ）で歌手デビュー。前日25日に桜島の溶岩なぎさ公園でお披露目ライブを開催[3]。
- 2009年6月24日、シングル「幸せな日／みんな夢の中／雲のうつし絵」リリース。
  - 10月8日、配信シングル「自由が丘の櫻恋」配信開始。自由が丘のオ・カロランズ・アイリッシュパブで新曲発表会を開催。
- 2010年4月21日、アルバム『歌姫』（ちあきなおみカバー集）リリース。
- 2011年10月19日、テイチク移籍。シングル「日本は一つ 地球も一つ」リリース。
- 2013年5月22日、テイチクよりシングル「雲のうつし絵」リリース。
- 2016年12月21日、テレビ東京系で放送の『THEカラオケ★バトル』「歌の異種格闘技戦13」に演歌代表として出演。歌手デビュー後すぐに同県出身で同年齢の城南海がデビューし、よきライバルとしていたが、現在の活動状況の差に奮起して出場したというエピソードが紹介された。2017年1月18日には『THEカラオケ★バトル』「歌の異種格闘技戦14」に演歌代表として再出演、優勝した翠千賀に予選突破を阻まれた。
- 2017年6月3日、6月4日、鹿児島県の薩摩川内市国際交流センターとさつま町宮之城文化センターで長居潤、指宿桃子、石橋大将らと「『笑顔の輪』コンサート」開催。
- 2017年11月23日-25日、鹿児島県内でワンマンコンサート開催を発表。

## ディスコグラフィ

### シングル
- 桜島(さくら)/幸せな日（2008年11月26日発売、VAP VPCC-82270）
  1. 桜島(さくら)（作詞、作曲：松藤量平：/編曲：新屋豊）
    - TBSテレビ『徳光和夫の感動再会!"逢いたい"』エンディングテーマ（2008年10月 - 12月）

  2. 幸せな日（作詞：市岡洋子、作曲：タケカワユキヒデ/編曲：新屋豊。『産経新聞』「朝の詩(うた) 」投稿より。）
  3. 桜島(さくら) (カラオケ)
  4. 幸せな日 (カラオケ)

- 幸せな日（2009年6月24日発売、VAP VPCC-82283）
  1. 幸せな日（作詞：市岡洋子、作曲：タケカワユキヒデ/編曲：新屋豊）
    - TBSテレビ『ひるおび!』エンディングテーマ(2009年7月)。『産経新聞』「朝の詩(うた) 」投稿より。

  2. みんな夢の中（作詞・作曲：浜口庫之助/編曲：新屋豊。高田恭子のカヴァー。）
  3. 雲のうつし絵
    - 1998年発表の一愛(にのまえあい)の楽曲（テイチク TEDA-10423）のカヴァー。太平洋戦争で、鹿児島県知覧町から特攻隊員として飛び立つ兵士と母親の心情を歌った作品。
    - をテーマとした曲。

  4. 幸せな日 (カラオケ)
  5. みんな夢の中 (カラオケ)
  6. 雲のうつし絵 (カラオケ)

- 日本は一つ 地球も一つ（2011年10月19日発売、テイチク TECH-12258）
  1. 日本は一つ 地球も一つ
    - TBSテレビ『ひるおび!』エンディングテーマ(2011年10月)。2004年の北京ユニセフ「平和の旗」テーマソング｢地球は一つ｣を一部改変。

  2. 犬のお願い
  3. 日本は一つ 地球も一つ (オリジナル・カラオケ)
  4. 犬のお願い (オリジナル・カラオケ)

- 雲のうつし絵（2013年5月22日、テイチク TECA-12446）
  1. 雲のうつし絵
  2. カノコユリの詩
    - 薩摩川内市甑島列島原産のカノコユリを主題とする。

  3. 雲のうつし絵 (オリジナル･カラオケ)
  4. カノコユリの詩 (オリジナル･カラオケ)

### アルバム
- 歌姫（2010年4月21日発売、VAP VPCC-81662。ちあきなおみカヴァーミニアルバム）
  1. 喝采
  2. ルージュ
  3. 伝わりますか
  4. 四つのお願い
  5. 夜間飛行
  6. 雨に濡れた慕情

### 配信
- 自由が丘の櫻恋（2009年10月8日配信開始）
  - 吉野信吾、ロドリゲス井之介（イラスト）による全編描き下ろし恋愛小説コミック『自由が丘の櫻恋』主題歌。コミック発売と同時に主題歌を配信するのは業界初の試み。

### その他
- さつま町町民音頭

## 出演

### テレビ
- 歌の楽園（2010年5月30日・7月4日、テレビ東京）
- うたなび!（2011年3月、TOKYO MX） - 『川崎アゼリア「オトノバ」準レギュラー
- 開運音楽堂（2012年1月21日・10月27日・2013年8月3日、TBSテレビ）
- 日本遺産（2016年11月13日 - 、BS-TBS） - テーマソング歌唱
- THEカラオケ★バトル
  - （2016年12月21日、テレビ東京） - 「歌の異種格闘技戦13」（石川さゆり「津軽海峡・冬景色」。得点：99.110点
  - （2017年1月18日、テレビ東京） - 「歌の異種格闘技戦14」（欧陽菲菲「ラヴ・イズ・オーバー」。得点：99.077点
- 関口宏ニッポン風土記（2017年2月4日・2月11日、BS-TBS） - 「鹿児島県」（司会：関口宏）

## 映画
- 『娚の一生』 (2015年) - 劇中で「鹿児島おはら節」を歌唱。